# 카롤 프랑크
카롤 프랑크(Carole Franck)는 프랑스의 배우이다.